# 黄金鯱伝説グランスピアー
『黄金鯱伝説グランスピアー』（おうごんしゃちでんせつグランスピアー、GRAMSPEAR The Legend of Golden Shachihoko）は、東海テレビ制作の特撮テレビドラマ。同局で2013年10月5日から12月28日まで、毎週土曜日の10時55分から11時25分に放送された。全13話。
2014年4月5日から7月5日に同時間帯で第2期となる『黄金鯱伝説グランスピアー 2ndシーズン』全13話、2015年1月4日に1時間の特別編『黄金鯱伝説グランスピアー 新春スペシャル〜邪悪な剣ででらピンチ!〜』が放送された。

## 概要
東海テレビが初めて制作したヒーロードラマである。同局が昼ドラ枠以外で連続ドラマを制作・放送するのは、深夜枠で放送された『モウソウ刑事!』（2011年1月-3月）以来、約2年半ぶりとなる。1stシーズン終了の翌週より再放送を開始、再放送終了の翌週より2ndシーズン放送開始となった。
「東海地方の新しいご当地ヒーローを作りたい」という意図のもと、『ウルトラマンメビウス』や『琉神マブヤーTHE MOVIE 七つのマブイ』などを手掛けた佐野智樹の監督・脚本によって制作された。佐野は本作品について「ゆるい、アットホームなヒーローものがあってもいい」「『愛を語るヒーロー』である点にこだわっている（グランスピアーの決め台詞「お前たちは愛を知っているか」は、「愛知」とかけたものである）」とし、また「勧善懲悪とは言い切れない、何が正しいのか一言では割り切れない場面も出てくる」とも語っている。制作側のコメントによれば本作品は「予算の都合から」登場する怪人は毎回同じだが、それが「『誰も死なない』という効果をもたらしている」としている。東海テレビは本作品を日本民間放送連盟「青少年に見てもらいたい番組」、BPO「テレビ局が薦める青少年へのおすすめ番組」に選出している。
作品は徹底して「地元」にこだわり、セリフや主題歌の歌詞に名古屋弁を多用するなど、地域の文化や言葉を意識している。ロケーション撮影は、名古屋および東海地方の名所・観光地や有名飲食店などが盛り込まれている。主な出演者は東海3県出身者で、佐野の「（方言の）ネイティブにこだわった」という意図から、地元のローカルタレントや俳優・モデルが多く起用されている。トリトン役およびナレーションを務めた松平健（愛知県豊橋市出身）は、本作品が初のローカル放送のドラマ出演となった。
本作品は愛知大学が番組制作に協力しており、学内での撮影のほか、学生のキャリアデザイン教育の一環として、エキストラ参加を呼びかけるなどの活動を行った。主人公は「愛知大学の2年生」という設定である。オーディションによって選ばれた主演の辻本達規は愛知大学の学生だが、辻本はそのことは「偶然」と言及している。
2ndシーズンでは、登場キャラクターによる漫才やミニコーナー「大名古屋講座」、劇画調のイラスト挿入など、よりコメディ要素の強い演出が加えられてた。しかし、「誰も死なない」という1stシーズンからストーリーのシビアさはかなり増しており、黒鯱が命を奪うシーンがある、クライマックスでは一般市民に多数の被害者が出る、敵の仲間だと誤解された主人公が一般市民から非難されたうえに警察に逮捕される、といったシリアスな展開を含む内容となった。
放送期間中より様々な企業や団体とのコラボレーション・タイアップが実現し、グランスピアーは放送終了後もキャラクターショーなどのイベント出演で活動するキャラクターとなった。

## ストーリー
1stシーズン
戦国時代、中国から伝わったという『覇導石（はどうせき）』を手に入れて天下を収めた徳川家康は海の神トリトンのお告げにより、八対の黄金の鯱ほこで覇導石を封印。この鯱ほこは「鯱神（しゃちがみ）」と呼ばれ、結界を作ることで守られてきた。
そして現代。覇導石を手にして世界征服を狙う妖神オソガイが復活。部下の怪人を引き連れて行動を開始した。これを見越していたトリトンはオソガイの野望を拒むため、鯱神の守護者たる「黄金の鯱の戦士」をこの世に遣わすことにし、その精神は名古屋に住む「帯刀家」に代々伝わっていた。そんな中、大学生・帯刀大河はオソガイの出現をきっかけに、自身に眠っていた「金鯱の精神」を覚醒させ「グランスピアー」に変身。オソガイ一味と戦うこととなった。そして妹の楓や祖父の龍河らとともに、古文書を頼りに東海地方のさまざまな場所にある鯱神を集め、覇導石を守り抜くために奔走する。
2ndシーズン
オソガイ、そしてティフォンとの戦いが終わり、大河たちは平和な日常を取り戻していた。だが世界征服を狙う黒鯱と、主であったオソガイを失い黒鯱に付いた怪人たちが、八つに砕け散った覇導石の欠片のうち七つまでを集めて最後の欠片を探していた。大河と楓は、一度は良好な関係を築いて別れた怪人たちとまた対峙することとなり、大河は再びグランスピアーに変身して怪人と戦う。
その戦いの最中に楓が「大きくなりたい」と願ったところ、名古屋城ほどの大きさまで巨大化して周囲を混乱に陥れてしまう。それは以前に楓が手に入れた「持った者の願いをねじ曲げて叶えてしまう」という、覇導石の欠片『覇導玉（はどうだま）』の力によるものであった。黒鯱がその欠片を奪い覇導石を復活させたが、己の失態で再び散り散りになる。大河たちは黒鯱の野望を挫くべく、覇導玉を集めるために奔走する。

## 登場人物

### 帯刀家
帯刀 大河（たてわき たいが）
本作品の主人公。愛知大学2年生。帯刀流拳法の師範代で道場の跡継ぎ候補であるが、グランスピアーに変身するまでは乗り気ではなく、おもに実家の喫茶店の手伝いをしながら過ごしていた。スポーツが万能な一方で勉強は全くダメで、たびたび留年の危機に陥っている。異性や恋愛には無頓着で、実は高校時代は女子生徒たちの憧れの的であったことや、自分に好意のある同級生がいたことに気付いていなかった。クモが大の苦手。
優しい性格の持ち主で、敵であっても命を奪うことはできない性分。そのため一時期グランスピアーと対立してしまうも、後に理解し合っている。
グランスピアー
大河が「まーかん!」（名古屋弁で「まぁいかん」「もうだめだ」の意味。本編では「もう我慢できない」「もう許さない」の意味。）の掛け声とともに変身する鯱の戦士。配色は名古屋城天守閣の瓦の緑と金鯱の黄金がベース。名は「鯱」の英名「グランパス（Grampus）」と鉾の英名「スピアー（Spear）」の組み合わせである。前後に伸ばした両手を鯱のようにU字型にする構えが決めポーズ。決め台詞は「お前たちは、愛を知っているか!?」。
グランスピアーの魂は通常時は変身道具である小さな鉾「ホコノコ」に宿している。大河とグランスピアーの心が一つにならないと真の戦闘能力が発揮できず、対立を続けると変身が解けてしまう場合もある。かつては命の遣り取りとなる戦いも経験していたようだが、大河に諭されてからは敵であろうとも命は奪わず、悪行を懲らしめるためだけに自らの力を奮うようにしている。
第1シリーズでは誤解から怪人の仲間として警察に追われる身であったが、第2シリーズでは悪と戦うヒーローとしてその存在は一般人にも知られるようになった。しかし名前は知られていないため、戦いに居合わせた見物人からは「シャチホコマン」と呼ばれている。また、命名される前からオソガイ一味に「海虎（うみとら）」と呼ばれている。

帯刀 楓（たてわき かえで）
大河の妹。高校2年。棒術の名手で、大河とは異なり文武両道の優等生である。帯刀流拳法の極め具合も大河を上回っており、大河と違って後を継ぐことには割合乗り気であるため、龍河からはよく比較されている。料理のセンスは全くない。大河が変身したヒーローに「グランスピアー」と命名する。第1シリーズ最終話、明日香の導きによってグランスピアーに似た形態の戦士に変身。第2シーズンにて、その形態に自ら「シャッチーナ」と名付けた。櫛を掲げ、「私のハートは、ちんちこちん（名古屋弁で「熱い」の意味）!」の掛け声で変身。強く念じた場所に瞬間移動できる力を持つ。
特別編ではグランスピアーに変身して敵と戦った。
帯刀 龍河（たてわき りゅうが）
大河の母方の祖父。帯刀流拳法の師範。オソガイの復活に際しては大河に鯱神のことを話し、ホコノコを託す。2ndシーズン最終回にて、自らグランスピアーに変身して黒鯱と戦った。
帯刀 大吾（たてわき だいご）
大河の父。愛知県警名城警察署の警部。自称「スッポンの大吾」。
独自に怪人たちを追いかけている。金鯱の守護者一族の血を引いていない婿養子のため、グランスピアーの正体を知らされずに怪人の仲間だと思い込んでいた。オソガイに操られ、その指示を受けて動くことがあったが、それはオソガイの「争いの元であった覇導石を人間の手に渡していけない」という「善の意識」の部分によるものであった。1stシーズン終盤にて大河がグランスピアーであると知る。
帯刀 千草（たてわき ちぐさ）
大河の母。名古屋城そばにある喫茶店「グランパ」を営む。帯刀家の血を引いているため、夫と違い鯱神のことを承知している。
帯刀 佐吉/光河（たてわき さきち/こうが）
大河が江戸時代にタイムスリップしたときに出会った、帯刀家の先祖。帯刀流拳法の創始者を名乗り道場を営んでいたが、腕っぷしは弱く親を含め周囲から馬鹿にされていた。ホコノコを持っていたためオソガイから狙われる。弱気な性格だったが、大河がオソガイ一味と戦っている姿を見て勇気を奮い起こし、グランスピアーに認められる。これがきっかけで幕府に仕える（この後に名を光河と改める）ことになる。オソガイ一味が封印されて平和になり、道場が暇になったころに茶屋を開く。そこで大河が現代から持ってきた「江戸時代から帯刀家に伝わる『シャチホコ饅頭』」を真似て作ったものが後の「シャチホコ饅頭」になる、というタイムパラドックスが発生した。（第十話）
ノブナガ
帯刀家で飼われている柴犬。突然どこかへ出かける習性があり、それが大河や楓に重要なヒントを与えることになる。大河はタイムスリップ先で見た佐吉の飼い犬を「ノブナガにそっくりというかそのまま」と思ったが、実は戦国時代に織田信長が覇導石をその体内に隠し、それからずっと帯刀家で生きてきた犬であった。

### オソガイ
人魂の形をした妖神。400年前に封印されていたが、突如復活。鯱神を破壊することで結界を解き、覇導石を手に入れて世界征服を企む。元は、覇導石のために死んだ人間たちの怨念が集まって出来た一個の精神体であり、その一部には平和を願う「善の意識」がある。
ノブナガの吐き出した覇導石を手に入れて世界征服を実現しようとするが、自身もティフォンの企む世界破滅のために利用されていると知り、覇導石とともにティフォンに立ち向かい消滅した。
2ndシーズンでは、覇導玉の力によって復活し、三怪人たちは黒鯱に利用されていると教える。さらに「あの世で愛を知った」と、彼女（オソガイと同じ形の人魂）ができたと知らせる。
「オソガイ」は名古屋弁で「恐ろしい」の意味。

### 三怪人・ドベドベ
三怪人（アブラゲ・コノハ・ツキノワ）は、オソガイが妖力で野生動物を怪人に変え、「金のシャチホコ（鯱神）を探して破壊する」という使命を与えた存在。それぞれにただの野生動物だったころの記憶を残しており、動物を虐げてきた人間たちを憎んでいる。世界征服をして動物たちが平和に暮らせる自分たちの国を造ることを目指しているが、次第に「世界を征服して何になるのか」「人間たちと共存する方法もあるんじゃないか」と考えるようにもなる。2ndシーズンでは黒鯱の手下となって再び敵として現れるが、黒鯱に騙されていると知ってからは、また大河たちと友好的な関係になる。
アブラゲ
三怪人のリーダー格。キツネから変身した怪人。頭脳派で、「シャチホコを消す機械」などさまざまな道具を作る。興奮したときなど、時折オネエっぽい言動になることがある。油揚げが好物。
コノハ
コノハズク（愛知県の鳥）から変身した女怪人。魔法が使える。人間に化けることができ、主に「羽豆クノコ（はずくのこ）」と名乗る若い女性になって行動する。大河や楓に変身したこともある。フクロウやミミズクと間違えられることを嫌がる。グランスピアーに対して、徐々に恋愛のような憧れの感情を抱くようになった。
ツキノワ
クマから変身した怪人。肉体派。難しいことを考えるのは苦手で、武闘派に見えるが実は小心者である。大食漢で一人で六人前も平らげるため、食費がかさむ原因を作っている。楓に一目惚れをして、楓の「怪人をやめよう」という願いに心が揺らいでいる。
ドベドベ
髑髏をモチーフとした下っ端の戦闘員。「ドベ」は名古屋弁で「最下位」「ビリ」を意味する。「甲」と「乙」の2体がいてほぼ同じ外見だが、首の後ろの小さな丸いバッジ部分に書いてある文字で区別が可能。

### 神
トリトン
海の神。第三話で大河に姿を見せ、覇導石とグランスピアーの秘密を語る。2nd第五話ではオカザえもんに姿を変えて、強敵の前の無力さに悩む大河を導いた。
ティフォン
嵐の神。世界の破滅を企てている。第十二話で姿の一部を現し、十三話にてオソガイとグランスピアーによって倒された。

### 黒鯱
黒鯱（くろしゃち）
第2シーズンから登場。グランスピアーとともにトリトンの下で修業をした鯱の戦士。グランスピアーの兄弟子にあたり、彼がそのまま黒くなったような姿をしている。その強さに溺れて世界を支配しようと企み、トリトンと覇導石の力によって長い間海の底に封じ込められていた。主であったオソガイを失った三怪人を「覇導石がなければお前たちは動物に戻ってしまう」と騙し、そのまま手先にした。太陽の光が苦手。決め台詞は「お前たちは、悪を知っているか!?」。作中で敵を殺めた描写がある唯一のキャラクター。かつてはグランスピアーと同じ色だったが、ティフォンと戦って敗れた際に悪の力に魅入られ、黒くなった。2nd最終話において、グランスピアーとの戦いの最中に帯刀家や三怪人、一般市民、そしてグランスピアーから「愛」を知り、元の白い姿を取り戻す。
特別編では「白鯱」として登場したが、「邪悪を倒すためには暗黒の力が必要」と、トリトンの許しを得て黒い姿になって敵と戦った。
名古屋ジョー（なごや ジョー）
黒鯱の人間の姿。黒鯱が復活直後に遭遇した、女性に暴行を加えていた「黒田」という青年の姿をコピーしたもの。オリジナルである黒田本人は黒鯱に首の骨を折られて死亡した。黒鯱の姿ほどではないが太陽の光が苦手で、基本的に黒ずくめの服でサングラスという格好。警備員などに扮して一般社会に紛れ込む。漆黒のホコノコを使い「ジャンダラリン」（三河弁で会話の語尾に使われる「〜じゃん」「〜だら」「〜りん」が由来）と唱えると本来の姿に戻る。楓に名前を尋ねられた際に名古屋城が目に入ったことから思い付きでこう名乗ったように、ダジャレを好む。

### その他
チャラ男（チャラお）
大河の大学の同級生で友人。大河から「チャラ男」と呼ばれ、また自分でもそう称するため本名は不明（2ndの第三話で劇中のテレビに出演した際も「チャラ男さん」とテロップが入っている）。その呼び名の通りにチャラい言動の男。ナンパやデートに明け暮れ、楓にも積極的に言い寄っているが疎ましく思われている。学校の勉強に関して大河から頼られることがある。特別編では大河宛の年賀状の写真という形で登場する。
星名 小春（ほしな こはる）
東山動植物園の飼育員。大河の高校時代の同級生で、大河の何気ない発言がきっかけで飼育員になった。すでに両親を亡くしており、園内で暴れる怪人たちに向かって動物たちへの愛情を訴えている。大河がグランスピアーに変身するところを目撃してしまったが、その記憶はグランスピアーによって消去された。その再会から大河とはときどき食事に行くような関係になったが、自分のことを「昔からの仲」としか思っていない大河の鈍感さに苛立っている。
柊 明日香（ひいらぎ あすか）
戦国時代末期、覇導石がもたらした戦によって自分と両親の命を失った少女の幽霊。戦国時代が終わった後、オソガイが再び世の中を戦乱に陥れようとしているのを知り、「オソガイを倒せる相手」として大河を江戸時代（慶長16年）に導いた。自身もオソガイの中にいる。のちに楓の変身道具となった櫛を大河に渡す。（1stシーズン第十話）
町山 虎徹
名古屋市長。龍河と幼馴染で、数十年前に林間学校で町山が寝小便をしてしまったことを龍河に「何でもするから黙っていてくれ」と頼み込んだ。オソガイによって名古屋が消滅する危機が訪れた際、龍河はその約束を今になって果たしてもらおうと市役所に押し掛けた。緊急放送を通じて、混乱に動じないよう名古屋市民に呼び掛ける。（第十二話・十三話）
2ndの第三話で、「市長のツテで瑞穂公園陸上競技場を借りられた」という龍河の会話の中で登場する。
狭間（はざま）
2ndシリーズより登場。ゴシップ系雑誌『フリャーデー』記者。たびたび金になりそうなことに触手を伸ばしており、東山動物園で遭遇したグランスピアーに興味を持つ。名古屋ジョーの密告によってグランスピアーの正体が大河であると知り、『フリャーデー』誌上で公表、大河に対するバッシング記事を展開した。元戦場カメラマンで、「戦争してる人たちはみんな自分が正義だと思っている」という体験から「この世には悪もなければ正義もない、あるのは人の欲望だけ」という持論を抱いている。

### その他の怪人
ザリガー
1st第十話に登場。400年前の世界でオソガイが生み出した青いザリガニから変身した怪人。
ドターケ
2nd第九話に登場。竹の怪人。唐突に現れて黒鯱を襲うも返り討ちにあい死亡。なぜか黒い覇導玉を持っていたが、その詳細は不明。
赤い玉
特別編に登場。かつてインドで人々を苦しめた悪魔で、グランスピアーによって倒され封印されていた。鎧に身を包んで行動する。いじめられっ子の中学生タケルを操り、人々からオンラインゲーム上の「邪悪ポイント」を奪うことで強さを増していく。

## キャスト

### レギュラー・準レギュラー
- 帯刀大河 - 辻本達規[注 6]
- 帯刀楓 - 木島杏奈
- 帯刀龍河 - 宮地佑紀生
- 帯刀大吾 - 宮本浩二[注 7]
- 帯刀千草 - 古田敦子[注 7]
- ノブナガ - 山口メリー
- コノハ - 河瀬鮎美[注 8]
- チャラ男 - 田中俊介
- 星名小春 - 鳥居ゆか
- 名古屋ジョー/黒田 - 南翔太
- 狭間 - ラジバンダリ西井
- トリトン - 松平健[注 9]

### スーツアクター
- グランスピアー - 南孝直
- アブラゲ - 奥谷志
- ツキノワ - 西岡利昌
- ドベドベ（甲） - 竹腰伸矢
- ドベドベ（乙） - 石原聖士
- 黒鯱 - 原隆太

### 声の出演
- グランスピアー - 水野恭輔
- オソガイ、黒鯱 - 鈴村一也
- アブラゲ - 花村広大[注 10]
- ツキノワ - 手嶋政夫
- ドベドベ - 堀内理史
- デラα - 中根江深
- デラβ - 中川ひろき

### ゲスト
1stシーズン
- アナウンサー - 斉藤誠征（東海テレビアナウンサー）（1・特別編）
- 楓の友人 - 柳美稀（2）
- 眞鍋（愛知大学教授） - 山下舞弓（4・12）
- 服部半蔵（伊賀忍者軍団・頭領） - 御陵正人（6・12）
- 小太郎（伊賀忍者軍団・若き忍） - 蹄牙（6・12）
- 椿（伊賀忍者軍団・くノ一） - 桐生美香（6・12）
- 三田村翔太 - 古賀亘（8・12）
- 帯刀佐吉 - 田中宏宜（10）
- 柊明日香 - 谷本琳音（10・13）
- 町山虎徹 - つボイノリオ（12・13）

2ndシーズン
- 井戸ルリ（アイドル志願の女性） - 村瀬みちゃこ（2・5）
- 街頭ビジョンに映るアイドルグループ - dela（2）
- 跳子（ジャンピングババア） - 藤巻あつ子（3）
- オカザえもん（5）
- グレート家康公「葵」武将隊（5）
- 朔太郎（中学生A君） - 谷村海人（6）
- 武（朔太郎の父） - 山崎武司（6）
- ジュ・ヘヨン - ぺよん潤（7）
- 由紀 - 早見紗英（dela）（8）
- キュウ - 堀田慶斗・高橋幸誠（声）（8）

特別編
- タケル - 寺坂頼我（BOYS AND MEN研究生）
- 菜々美 - 坂本遥奈（チームしゃちほこ）
- タケルの同級生 - 神田陸人・北川せつら・野々田奏（BOYS AND MEN研究生）
- 神主 - 板東英二
- 赤い玉 - 天田将行（声）

## スタッフ
- 監督 - 佐野智樹、湯本信一
- 脚本 - 佐野智樹、鹿目由紀、三芳和幸、富田卓
- 助監督 - 湯本信一、谷口昌史、好野良尚
- アクション監督 - 谷村祐司
- 企画 - 榊原信行
- 制作統括 - 古谷野裕一
- 制作プロデューサー - 大野恭嗣
- 制作進行 - 吉住洋紀、長谷智章
- プロデューサー - 佐野雅彦、江口和久
- アシスタントプロデューサー - 高村幹
- 企画協力 - 加藤義治
- 撮影 - 西田哲士、稲生拓也
- 照明 - 岡本寛
- 録音 - 桐山元秀
- キャラクターデザイン - 酉澤安施
- 美術 - 三上英治
- 造形 - 中田彰輝、横内浩樹
- 操演 - 柿添清
- メイク - 中澤久仁子、斎藤薫
- スタイリスト - 古賀千由希
- 衣装協力 - セカンドストリート
- 協力 - 愛知大学
- 製作・著作 - グランスピアー製作委員会

## 主題歌、エンディングテーマ

### グランスピアーのテーマ
主題歌でありオープニングテーマである「グランスピアーのテーマ」は、主演の辻本達規とチャラ男役の田中俊介が所属する男性アイドルグループ・BOYS AND MENが歌う。作詞は番組の企画でもある榊原信行、作曲はAKB48・SKE48への楽曲提供がある粟津彰、編曲はBOYS AND MENの楽曲制作に携わりを持つ大石憲一郎による。「でら、でら、でらすげー」という名古屋弁のフレーズから始まる、名古屋色の濃い歌詞になっている。番組で使われるのは1番の部分で、フルコーラスは5番まである、6分近い長めの楽曲である。
シングルCDは2013年12月18日にBOYS AND MENのサード・シングルとしてリリースされた。発売元はグループの所属事務所のインディーズ・レーベルであるFortune Records。2014年にBOYS AND MENとしては初となる音楽配信でのリリースを行った（配信はフルコースではなく、一部をカットしたショート・バージョンとなる）。歌唱は当時のBOYS AND MENのメンバー13名全員ではなく、辻本・田中と水野勝・本田剛文・勇翔・平松賢人・吉原雅斗の7名による。吉原は今作がシングル表題曲への初参加となる。

### エンディングテーマ
1stシーズン
「It's OK!! 〜キミがいるから〜」（歌: BREATHE with EXPG KIDS、作詞: 松尾潔、作曲: 松尾潔・西寺郷太・毛利泰士、編曲: 田中直&EXOTIC JAPAN）
第3話より使用。DVDには権利上の問題で収録されていない。BREATHEのサード・シングルでトルプルA面シングル「Queen B/It's OK!!〜キミがいるから〜/Twinkle」の1曲として、2013年11月13日にrhythm zoneからリリースされた。BREATHEが所属するLDHが運営する「EXPG」の生徒がコーラスとして参加しており、この曲は「BREATHE with EXPG KIDS」の名義となっている。
2ndシーズン
「愛しのエビフライ」（歌: かえで、作詞: 榊原信行、作曲: 粟津彰、編曲: 草野よしひろ）
帯刀楓役の木島杏奈が「かえで」名義で歌う。第2話より使用。同放送回の劇中で、アイドルとなったルリ（演：村瀬みちゃこ）の持ち歌として使用された。エンディング映像では「小えびっ娘」という子供バックダンサーがつく。

## 放送リスト
| 1stシーズン     |          |                                          |                                                                                                 |          |
| 2013年 10月05日 | 第一話   | 消えたシャチホコ                         | 名古屋城、名古屋テレビ塔、久屋大通公園、樽政本店 テレビ塔店                                     | 佐野智樹 |
| 10月12日        | 第二話   | その名はグランスピアー!                  | 清洲城                                                                                          | 佐野智樹 |
| 10月19日        | 第三話   | 覇導石の謎                               | 熱田神宮、名古屋市博物館                                                                        | 佐野智樹 |
| 10月26日        | 第四話   | 大河、絶体絶命!                          | 愛知大学 豊橋キャンパス                                                                         | 佐野智樹 |
| 11月02日        | 第五話   | 東山の忘れ水                             | 東山動植物園、東山スカイタワー                                                                  | 佐野智樹 |
| 11月09日        | 第六話   | 忍者の郷でいざ勝負!                      | 伊賀上野城、伊賀流忍者博物館                                                                    | 佐野智樹 |
| 11月16日        | 第七話   | ツキノワの恋                             | 鶴舞公園、名古屋港水族館、名古屋港シートレインランド                                            | 鹿目由紀 |
| 11月23日        | 第八話   | 野間灯台の守り神                         | 野間埼灯台、南知多グリーンバレイ、恋之水神社                                                    | 鹿目由紀 |
| 11月30日        | 第九話   | 天下分け目の赤い影                       | 関ヶ原古戦場跡、関ケ原町歴史民俗資料館                                                          | 佐野智樹 |
| 12月07日        | 第十話   | 迷宮の明日香                             | 香積寺、三州足助屋敷                                                                            | 佐野智樹 |
| 12月14日        | 第十一話 | 最後の鯱神                               | 入鹿池                                                                                          | 佐野智樹 |
| 12月21日        | 第十二話 | 覇導石を狙う影                           | 名古屋市役所、名古屋城                                                                          | 佐野智樹 |
| 12月28日        | 最終話   | 愛する名古屋を守るため                   | 名古屋市役所、名古屋城                                                                          | 佐野智樹 |
| 2ndシーズン     |          |                                          |                                                                                                 |          |
| 2014年 04月05日 | 第一話   | おまえたちは悪を知っているか?            | 名古屋城                                                                                        | 三芳和幸 |
| 04月12日        | 第二話   | 黄金アイドル伝説                         | 萬松寺、世界の山ちゃん 本丸、サンシャイン栄、白川公園、アスナル金山、 日本ガイシ スポーツプラザ | 三芳和幸 |
| 04月19日        | 第三話   | 空飛ぶおばあちゃん                       | 大須新天地商店街、名古屋市瑞穂公園陸上競技場                                                    | 三芳和幸 |
| 04月26日        | 第四話   | 楓のハートは、ちんちこちん!              | 犬山城、針綱神社、どんでん館                                                                    | 佐野智樹 |
| 05月03日        | 第五話   | デラデラ                                 | 岡崎公園、岡崎城、まるや八丁味噌、大樹寺                                                        | 佐野智樹 |
| 05月10日        | 第六話   | ゴリラが喋った日                         | 東山動植物園、ヒバリヤ フードフロント東山店                                                     | 佐野智樹 |
| 05月17日        | 第七話   | 俺の妹と怪人がヒロインなわけがない       | 愛知大学                                                                                        | 富田卓   |
| 05月24日        | 第八話   | 愛しのキュウリ                           | 名古屋三越、鹽竈神社                                                                            | 三芳和幸 |
| 05月31日        | 第九話   | 幻の美人温泉                             | 高山市、龍リゾート&スパ                                                                         | 三芳和幸 |
| 06月07日        | 第十話   | さよなら僕らのヒーロー                   | 名古屋港                                                                                        | 三芳和幸 |
| 06月21日        | 第十一話 | でら負けられん戦いがここにもある         |                                                                                                 | 三芳和幸 |
| 06月28日        | 第十二話 | グランスピアーを撃て!                    | 名古屋テレビ塔、久屋大通公園                                                                    | 三芳和幸 |
| 07月05日        | 最終話   | お前たちは愛を知っているか!              | オアシス21、名古屋テレビ塔、久屋大通公園(光の広場)                                              | 三芳和幸 |
| 特別編          |          |                                          |                                                                                                 |          |
| 2015年 01月04日 | -        | 新春スペシャル 〜邪悪な剣ででらピンチ!〜 | 円頓寺商店街、闇之森八幡社、松屋コーヒー、新舞子マリンパーク                                    | 三芳和幸 |

※2ndシーズンの2014年6月14日は2014 FIFAワールドカップ中継のため休止。

## 放送局
| 放送期間                     | 放送日時               | 放送局      | 放送地域    | 系列           | 備考        |
| 1stシーズン                  | 1stシーズン            | 1stシーズン | 1stシーズン | 1stシーズン    | 1stシーズン |
| ---------------------------- | ---------------------- | ----------- | ----------- | -------------- | ----------- |
| 2013年10月5日 - 12月28日     | 毎週土曜 10:55 - 11:25 | 東海テレビ  | 中京広域圏  | フジテレビ系列 | 制作局      |
| 2014年1月4日 - 3月29日       | 毎週土曜 5:55 - 6:25   | 東海テレビ  | 中京広域圏  | フジテレビ系列 | 再放送      |
| 2015年10月9日 - 2016年1月8日 | 毎週金曜 7:00 - 7:30   | サンテレビ  | 兵庫県      | 独立局         |             |
| 2ndシーズン                  |                        |             |             |                |             |
| 2014年4月5日 - 7月5日        | 毎週土曜 10:55 - 11:25 | 東海テレビ  | 中京広域圏  | フジテレビ系列 |             |
| 2014年7月8日 - 9月30日       | 毎週火曜 25:10 - 25:40 | 東海テレビ  | 中京広域圏  | フジテレビ系列 | 再放送      |
| 2016年1月15日 - 4月8日       | 毎週金曜 7:00 - 7:30   | サンテレビ  | 兵庫県      | 独立局         |             |
| 特別編                       |                        |             |             |                |             |
| 2015年1月4日                 | 日曜 8:55 - 9:55       | 東海テレビ  | 中京広域圏  | フジテレビ系列 |             |

## 配信
1stシーズン、2ndシーズンともに、ニコニコ生放送において「一挙配信」が行われた。
1stシーズン
2013年12月14日の0時から翌15日の2時30分までの間、第11話までを一挙配信（途中、2本の特別プログラムを生配信）。2014年3月28日の0時から翌29日の0時までの間、前回では未放送であった第12・第13話含む全話を一挙配信（途中、特別プログラムを生配信）した。後述の2ndシーズンの一挙配信の前日（2014年8月6日）にも一挙配信を行った。
2ndシーズン
2014年8月7日の0時から翌8日の0時までの間、『ご当地ヒーロー祭り』の一環として一挙配信。

## 関連商品

### 映像ソフト
第1シリーズ・第2シリーズともに、ポニーキャニオンよりDVDが各3巻ずつ発売された。2015年の特別編はソフト化されていない。
- 黄金鯱伝説グランスピアー 1巻（2013年12月19日）
- 黄金鯱伝説グランスピアー 2巻（2014年1月24日）
- 黄金鯱伝説グランスピアー 3巻（2014年2月19日）
- 黄金鯱伝説グランスピアー 2ndシーズン 1巻（2014年7月2日）
- 黄金鯱伝説グランスピアー 2ndシーズン 2巻（2014年8月6日）
- 黄金鯱伝説グランスピアー 2ndシーズン 3巻（2014年9月3日）

### ミニ・アルバム
「グランスピアーのテーマ」と「愛しのエビフライ」を含むミニ・アルバム『黄金鯱グランスピアー〜ミニアルバム主題歌・挿入歌集〜』が、2015年にリリースされた。

## タイアップ
2ndシーズンではコイケヤの菓子「ポリンキー」とタイアップをして、番組内でコラボCMを放送。CMの内容は、「グランスピアーのテーマ」の替え歌をBGMに、大河（辻本達規）、楓（木島杏奈） や三怪人が登場。また、本編中でポリンキーのCMキャラクターである「スリーポリンキーズ」がカメオ登場している。放送中はグランスピアーのキャラクターがパッケージに入った「勝利のみそカツ味」のポリンキーが発売となった。
2ndシーズン劇中に登場するパン「グランパン」は、パン屋「アンティーク」とのコラボーレション商品として、実際に商品化され販売された。この他に、小笠原製粉「グランスピアーラーメン でらうみゃーしお味」、「チェリオ グランサイダー」など、さまざまな企業や飲食チェーンとのコラボレーション・提携が発表されている。
2014年5月に、グランスピアーが名古屋グランパスエイトの「応援戦士」に任命された。